# Этилен
Этиле́н (эте́н, химическая формула — C2H4) — органическое соединение, относящееся к классу непредельных углеводородов — алкенов (олефинов).
При нормальных условиях — бесцветный горючий газ легче воздуха со слабым сладковатым запахом.

## Физические свойства
Этилен — это бесцветный горючий газ со слабым сладковатым запахом. Он легче воздуха и частично растворим в воде (25,6 мл в 100 мл воды при 0 °C), этаноле (359 мл в тех же условиях). Хорошо растворяется в диэтиловом эфире и углеводородах.
Содержит двойную связь и поэтому относится к ненасыщенным или непредельным углеводородам. Играет чрезвычайно важную роль в промышленности, а также является фитогормоном.
Этилен — самое производимое органическое соединение в мире; общее мировое производство этилена в 2008 году составило 113 миллионов тонн и продолжает расти на 2—3 % в год.
Этилен обладает наркотическим действием. Имеет 4-й класс опасности(вещества малоопасные).

## Основные химические свойства
Этилен — химически активное вещество. Так как в молекуле между атомами углерода имеется двойная связь, то одна из них, менее прочная, легко разрывается, и по месту разрыва связи происходит присоединение, окисление, полимеризация молекул.
- Галогенирование — качественная реакция на непредельные соединения (ввиду обесцвечивания бромной воды):

{\displaystyle {\mathsf {CH_{2}{\text{=}}CH_{2}+Br_{2}\rightarrow CH_{2}Br{\text{-}}CH_{2}Br}}}
- Гидрирование:

{\displaystyle {\mathsf {CH_{2}{\text{=}}CH_{2}+H_{2}{\xrightarrow[{}]{Ni}}CH_{3}{\text{-}}CH_{3}}}}
- Гидрогалогенирование:

{\displaystyle {\mathsf {CH_{2}{\text{=}}CH_{2}+HBr\rightarrow CH_{3}CH_{2}Br}}}
- Гидратация:

{\displaystyle {\mathsf {CH_{2}{\text{=}}CH_{2}+H_{2}O{\xrightarrow[{}]{H^{+}}}CH_{3}CH_{2}OH}}}
Реакцию гидратации открыл A.M. Бутлеров. Данная реакция используется для промышленного получения этилового спирта.
- Окисление — реакция отличия непредельных соединений от предельных с помощью пропускания через раствор перманганата калия этилена, в результате чего раствор обесцветится[6]:

{\displaystyle {\mathsf {3CH_{2}{\text{=}}CH_{2}+2KMnO_{4}+4H_{2}O\rightarrow 3CH_{2}OH{\text{-}}CH_{2}OH+2MnO_{2}+2KOH}}}
- Горение:

{\displaystyle {\mathsf {CH_{2}{\text{=}}CH_{2}+3O_{2}\rightarrow 2CO_{2}+2H_{2}O}}}
- Полимеризация — процесс получения полиэтилена:

{\displaystyle {\mathsf {nCH_{2}{\text{=}}CH_{2}\rightarrow ({\text{-}}CH_{2}{\text{-}}CH_{2}{\text{-}})_{n}}}}
- Димеризация[7]

{\displaystyle {\mathsf {2CH_{2}{\text{=}}CH_{2}\rightarrow CH_{2}{\text{=}}CH{\text{-}}CH_{2}{\text{-}}CH_{3}}}}

## Получение
Этилен стали широко применять в качестве мономера перед Второй мировой войной в связи с необходимостью получения высококачественного изоляционного материала, способного заменить поливинилхлорид. После разработки метода полимеризации этилена под высоким давлением и изучения диэлектрических свойств получаемого полиэтилена началось его производство в мире.
Основным промышленным методом получения этилена является пиролиз жидких дистиллятов нефти или низших насыщенных углеводородов. Реакция проводится в трубчатых печах при +800—950 °С и давлении 0,3 МПа. При использовании в качестве сырья прямогонного бензина выход этилена составляет примерно 30 %. Одновременно с этиленом образуется также значительное количество жидких углеводородов, в том числе и ароматических. При пиролизе газойля выход этилена составляет примерно 15—25 %. Наибольший выход этилена — до 50 % — достигается при использовании в качестве сырья насыщенных углеводородов: этана, пропана и бутана. Их пиролиз проводят в присутствии водяного пара.
При выпуске с производства, при товарно-учётных операциях, при проверке его на соответствие нормативно-технической документации производится отбор проб этилена по процедуре, описанной в ГОСТ 24975.0-89 «Этилен и пропилен. Методы отбора проб». Отбор пробы этилена может производиться и в газообразном и в сжиженном виде в специальные пробоотборники по ГОСТ 14921.
Промышленно получаемый в России этилен должен соответствовать требованиям, изложенным в ГОСТ 25070-2013 «Этилен. Технические условия».

## Структура производства
В настоящее время в структуре производства этилена 66 % приходится на крупнотоннажные установки пиролиза, ~17 % — на малотоннажные установки газового пиролиза, ~11 % составляет пиролиз бензина и 8 % падает на пиролиз этана.

## Применение
Этилен является ведущим продуктом основного органического синтеза и применяется для получения следующих соединений (перечислены в алфавитном порядке):
- Винилацетат;
- Дихлорэтан / винилхлорид (3-е место, 12 % всего объёма);
- Дибромметан;
- Окись этилена (2-е место, 14—15 % всего объёма);
- Полиэтилен (1-е место, до 60 % всего объёма);
- Стирол;
- Уксусная кислота;
- Этилбензол;
- Этиленгликоль;
- Этиловый спирт (этилгидрат технический, непищевой).

Этилен в смеси с кислородом использовался в медицине для наркоза вплоть до середины 1980-х годов в СССР и на ближнем Востоке. Этилен является фитогормоном практически у всех растений, среди прочего отвечает за опадание иголок у хвойных.

## Электронное и пространственное строение молекулы
Атомы углерода находятся во втором валентном состоянии (sp2-гибридизация). В результате, на плоскости под углом 120° образуются три гибридных облака, которые образуют три σ-связи с углеродом и двумя атомами водорода; p-электрон, который не участвовал в гибридизации, образует в перпендикулярной плоскости π-связь с р-электроном соседнего атома углерода. Так образуется двойная связь между атомами углерода. Молекула имеет плоскостное строение.

## Биологическая роль
Этилен — первый из обнаруженных газообразных растительных гормонов, обладающий очень широким спектром биологических эффектов. Этилен выполняет в жизненном цикле растений многообразные функции, среди которых контроль развития проростка, созревание плодов (в частности, фруктов), распускание бутонов (процесс цветения), старение и опадание листьев и цветков. Этилен называют также гормоном стресса, так как он участвует в реакции растений на биотический и абиотический стресс, и синтез его в органах растений усиливается в ответ на разного рода повреждения. Кроме того, являясь летучим газообразным веществом, этилен осуществляет быструю коммуникацию между разными органами растений и между растениями в популяции, что важно, в частности, при развитии стресс-устойчивости.
К числу наиболее известных функций этилена относится развитие так называемого тройного ответа у этиолированных (выращенных в темноте) проростков при обработке этим гормоном. Тройной ответ включает в себя три реакции: укорочение и утолщение гипокотиля, укорочение корня и усиление апикального крючка (резкий изгиб верхней части гипокотиля). Ответ проростков на этилен крайне важен на первых этапах их развития, так как способствует пробиванию ростков к свету.
В коммерческом сборе плодов и фруктов используют специальные комнаты или камеры для дозревания плодов, в атмосферу которых этилен впрыскивается из специальных каталитических генераторов, производящих газообразный этилен из жидкого этанола. Обычно для стимулирования дозревания плодов используется концентрация газообразного этилена в атмосфере камеры от 500 до 2000 ppm в течение 24-48 часов. При более высокой температуре воздуха и более высокой концентрации этилена в воздухе дозревание плодов идёт быстрее. Важно, однако, при этом обеспечивать контроль содержания углекислого газа в атмосфере камеры, поскольку высокотемпературное созревание (при температуре выше 20 градусов Цельсия) или созревание при высокой концентрации этилена в воздухе камеры приводит к резкому повышению выделения углекислого газа быстро созревающими плодами, порой до 10 % углекислоты в воздухе спустя 24 часа от начала дозревания, что может привести к углекислотному отравлению как работников, убирающих уже дозревшие плоды, так и самих фруктов.
Этилен использовался для стимулирования созревания плодов ещё в Древнем Египте. Древние египтяне намеренно царапали или слегка мяли, отбивали финики, фиги и другие плоды с целью стимулировать их созревание (повреждение тканей стимулирует образование этилена тканями растений). Древние китайцы сжигали деревянные ароматические палочки или ароматические свечи в закрытых помещениях с целью стимулировать созревание персиков (при сгорании свеч или дерева выделяется не только углекислый газ, но и недоокисленные промежуточные продукты горения, в том числе и этилен). В 1864 году было обнаружено, что утечка природного газа из уличных фонарей вызывает торможение роста близлежащих растений в длину, их скручивание, аномальное утолщение стеблей и корней и ускоренное созревание плодов. В 1901 году русский учёный Дмитрий Нелюбов показал, что активным компонентом природного газа, вызывающим эти изменения, является не основной его компонент, метан, а присутствующий в нём в малых количествах этилен. Позднее в 1917 году Сара Дубт доказала, что этилен стимулирует преждевременное опадание листьев. Однако только в 1934 году Гейн обнаружил, что сами растения синтезируют эндогенный этилен.. В 1935 году Крокер предположил, что этилен является растительным гормоном, ответственным за физиологическое регулирование созревания плодов, а также за старение вегетативных тканей растения, опадание листьев и торможение роста.
Этилен образуется практически во всех частях высших растений, включая листья, стебли, корни, цветки, мякоть и кожуру плодов и семена.
Образование этилена регулируется множеством факторов, включая как внутренние факторы (например фазы развития растения), так и факторы внешней среды. В течение жизненного цикла растения, образование этилена стимулируется в ходе таких процессов, как оплодотворение (опыление), созревание плодов, опадание листьев и лепестков, старение и гибель растения. Образование этилена стимулируется также такими внешними факторами, как механическое повреждение или ранение, нападение паразитов (микроорганизмов, грибков, насекомых и др.), внешние стрессы и неблагоприятные условия развития, а также некоторыми эндогенными и экзогенными стимуляторами, такими, как ауксины и другие.
Цикл биосинтеза этилена начинается с превращения аминокислоты метионина в S-аденозил-метионин (SAMe) при помощи фермента метионин-аденозилтрансферазы. Затем S-аденозил-метионин превращается в 1-аминоциклопропан-1-карбоксиловую кислоту (АЦК, ACC) при помощи фермента 1-аминоциклопропан-1-карбоксилат-синтетазы (АЦК-синтетазы). Активность АЦК-синтетазы лимитирует скорость всего цикла, поэтому регуляция активности этого фермента является ключевой в регуляции биосинтеза этилена у растений. Последняя стадия биосинтеза этилена требует наличия кислорода и происходит при действии фермента аминоциклопропанкарбоксилат-оксидазы (АЦК-оксидазы), ранее известной как этиленобразующий фермент. Биосинтез этилена у растений индуцируется как экзогенным, так и эндогенным этиленом (положительная обратная связь). Активность АЦК-синтетазы и, соответственно, образование этилена повышается также при высоких уровнях ауксинов, в особенности индолуксусной кислоты, и цитокининов.
Этиленовый сигнал у растений воспринимается минимум пятью различными семействами трансмембранных рецепторов, представляющих собой димеры белков. Известен, в частности, рецептор этилена ETR1 у арабидопсиса (Arabidopsis). Гены, кодирующие рецепторы для этилена, были клонированы у арабидопсиса и затем у томата. Этиленовые рецепторы кодируются множеством генов как в геноме арабидопсиса, так и в геноме томатов. Мутации в любом из семейства генов, которое состоит из пяти типов этиленовых рецепторов у арабидопсиса и минимум из шести типов рецепторов у томата, могут привести к нечувствительности растений к этилену и нарушениям процессов созревания, роста и увядания. Последовательности ДНК, характерные для генов этиленовых рецепторов, были обнаружены также у многих других видов растений. Более того, этиленсвязывающий белок был найден даже у цианобактерий.
Неблагоприятные внешние факторы, такие, как недостаточное содержание кислорода в атмосфере, наводнение, засуха, заморозки, механическое повреждение (ранение) растения, нападение патогенных микроорганизмов, грибков или насекомых, могут вызывать повышенное образование этилена в тканях растений. Так, например, при наводнении корни растения страдают от избытка воды и недостатка кислорода (гипоксии), что приводит к биосинтезу в них 1-аминоциклопропан-1-карбоксиловой кислоты. АЦК затем транспортируется по проводящим путям в стеблях вверх, до листьев, и в листьях окисляется до этилена. Образовавшийся этилен способствует эпинастическим движениям, приводящим к механическому стряхиванию воды с листьев, а также увяданию и опаданию листьев, лепестков цветков и плодов, что позволяет растению одновременно и избавиться от избытка воды в организме, и сократить потребность в кислороде за счёт сокращения общей массы тканей.
Небольшие количества эндогенного этилена также образуются в клетках животных, включая человека, в процессе перекисного окисления липидов. Некоторое количество эндогенного этилена затем окисляется до этиленоксида, который обладает способностью алкилировать ДНК и белки, в том числе гемоглобин (формируя специфический аддукт с N-терминальным валином гемоглобина — N-гидроксиэтил-валин). Эндогенный этиленоксид также может алкилировать гуаниновые основания ДНК, что приводит к образованию аддукта 7-(2-гидроксиэтил)-гуанина, и является одной из причин присущего всем живым существам риска эндогенного канцерогенеза. Эндогенный этиленоксид также является мутагеном. С другой стороны, существует гипотеза, что если бы не образование в организме небольших количеств эндогенного этилена и этиленоксида, то скорость возникновения спонтанных мутаций и соответственно скорость эволюции была бы ниже.